# Cerchiara di Calabria
Cerchiara di Calabria är en ort och kommun i provinsen Cosenza i regionen Kalabrien i Italien. Kommunen hade 2 344 invånare (2017).